# Jean-Baptiste Malo
Pour les articles homonymes, voir Malo.
Jean-Baptiste Malo, né le 2 juin 1899 à La Grigonnais, dans le diocèse de Nantes en France et mort de faim le 28 mars 1954 dans la province de Hà Tĩnh au Viêt Nam, est un prêtre catholique et missionnaire français des missions étrangères de Paris. C'est un des martyrs du Laos vénérés comme bienheureux par l'Église catholique, depuis le 11 décembre 2016. Il est fêté le 28 mars.

## Biographie

### Début de vie religieuse

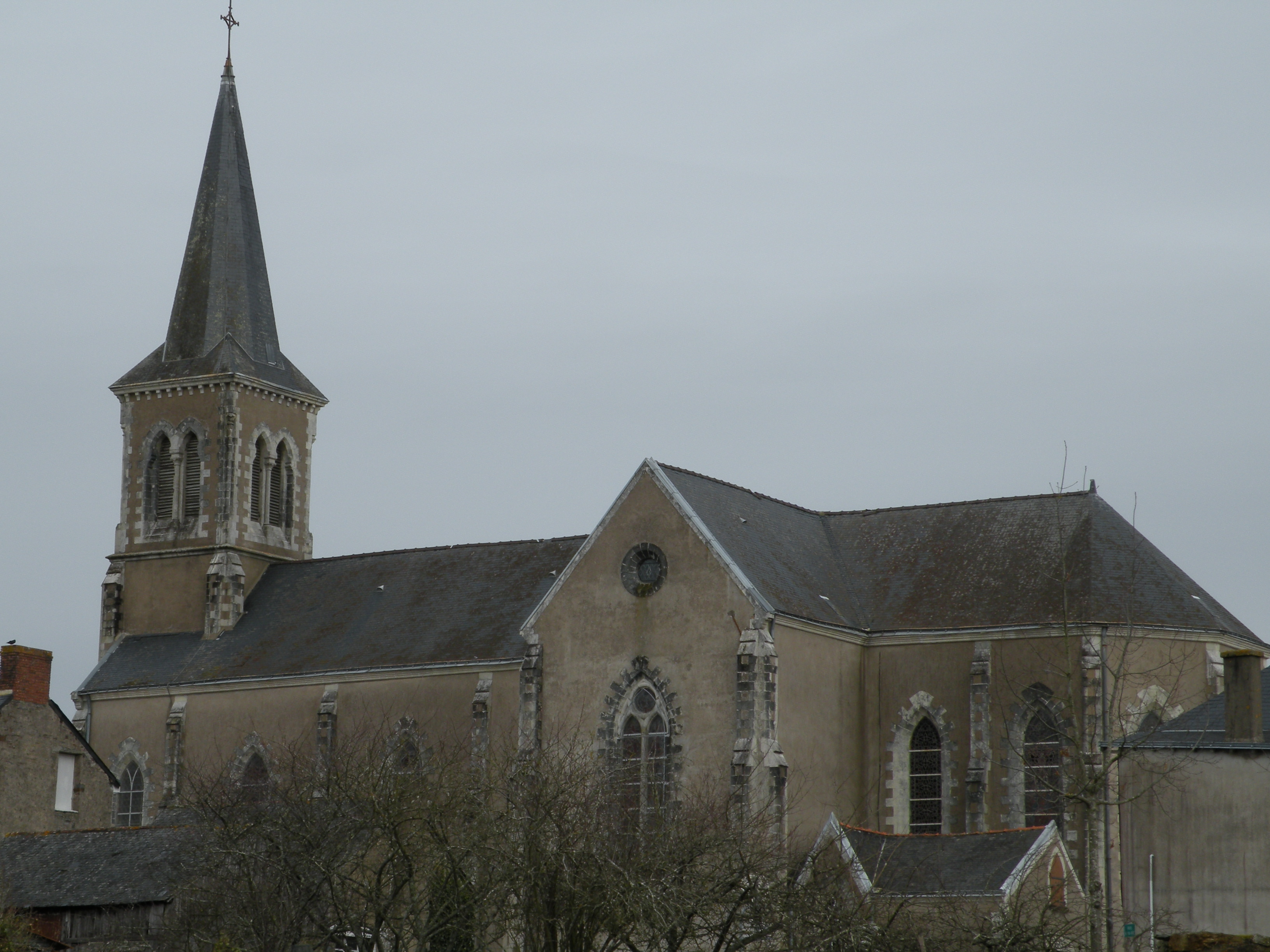
l'église de La Grigonnais (Loire-Atlantique) où fut baptisé Jean-Baptiste Malo, le jour même de sa naissance.

Jean-Baptiste Malo naît à La Grigonnais dans une famille de fermiers modestes. Il est élevé à Vay. Vocation tardive, il entre au séminaire de la rue du Bac de la Société des missions étrangères de Paris à l'âge de vingt-neuf ans, le 15 septembre 1928. Il est ordonné prêtre à l'âge de trente-cinq ans, le 1er juillet 1934. 
Il est envoyé en mission à Lanlong (Anlong, Guizhou), en Chine. C'est la fin du grand supériorat de Mgr de Guébriant M.E.P., lui-même ancien missionnaire de Chine. Le Père Malo apprend le chinois auprès du Père Pouvreau à Uang-mou.

### Missions
Dans cette région montagneuse aux confins des provinces de Guizhou, du Guangxi et du Yunnan, il règne alors une grande insécurité, le pays est en proie depuis des décennies à des luttes entre seigneurs de la guerre, et, après la révolution communiste de 1949, la terreur a frappé la Chine. Cependant les troupes communistes n'ont pas encore atteint la région (le district de Pao Pao chou) où travaille le Père Malo qui visite vaille que vaille ses chrétientés isolées. Certaines n'ont pas vu de prêtre depuis vingt ans. Malgré le danger des hors-la-loi et des pillards, il fonde quatre nouvelles écoles. Au début de l'année 1951, il doit se réfugier avec le Père Jean des Pommare dans une cahute à la campagne en dehors de sa mission pour se protéger des pillards qui vandalisent et tuent sur leur passage. Le printemps 1951 voit arriver les troupes communistes. La terreur s'installe, le Père Malo est emprisonné puis, après un jugement sommaire, expulsé de Chine affaibli et malade.
Le 27 novembre 1952, il est affecté par ses supérieurs, après un temps de repos au sanatorium de Béthanie à Hong Kong, puis en France, à la mission de Thakhek, au Laos. 

### Arrestation et mort
Il prend une petite chrétienté à une dizaine de kilomètres au nord de Thakhek. Quelques mois plus tard, le pays accède à l'indépendance dans le contexte de la guerre d'Indochine, mais à la Noël 1953, les troupes viêt-minh communistes progressent dans la région et l’armée française oblige les missionnaires à refluer vers Paksé, dans le sud du pays. Les chrétiens dépendent de la modeste préfecture apostolique de Savannakhet beaucoup plus au nord. Au retour, le 15 février 1954, ils tombent dans une embuscade du Viêt Minh. Avec le préfet apostolique, Jean-Rosière-Eugène Arnaud (pl), deux confrères missionnaires et une religieuse française, le Père Malo est arrêté, brutalisé et interrogé pendant de longs jours.
Le groupe est finalement emmené à pied vers le « camp de rééducation » de Do Luong près de Vinh (Viêt Nam), à environ 1 200 kilomètres. Le Père Malo ne parvient pas au bout de cette marche forcée. Il est malade et ne peut digérer le vieux riz mélangé de sel qui sert d’unique nourriture quotidienne aux prisonniers. La religieuse est atteinte du béribéri. Les gardiens leur refusent tout repos et tout soin : il meurt au bout d'un long chemin de croix de faim et d’épuisement le 28 mars 1954 (troisième dimanche de Carême) en offrant sa vie à Dieu. Il est inhumé la nuit suivante dans un terrain vague au bord de la rivière Ngan Sau (qui se jette dans la rivière Song La qui est un affluent du Song Ca, fleuve principal du Nghệ An), en face du hameau de Yên Hôi, dans la province de Hà Tĩnh. Les chrétiens de cette région isolée du Viêt Nam, qui ont surpris l’enterrement, ont pieusement gardé sa tombe et son souvenir jusqu’à aujourd’hui. La tombe n'est transférée qu'en 1999 près de l'église paroissiale de Vinh Hôi où elle est révérée.

## Béatification
Jean-Baptiste Malo est reconnu martyr par le pape François le 5 juin 2015.
Le Père Malo fait partie des dix-sept martyrs du Laos (dont dix missionnaires français) qui ont été béatifiés à la cathédrale du Sacré-Cœur de Vientiane, au Laos le 11 décembre 2016, par le cardinal Quevedo, délégué pontifical en présence de six mille fidèles.
Sa fête est fixée au 28 mars selon le Martyrologe romain.